# František Raboň
František Raboň (født 26. september 1983 i Prag) er en tjekkisk tidligere professionel landevejsrytter, som bl.a. kørte for det amerikanske ProTour-hold HTC-Highroad. I 2009 vandt František Raboň prologen i Romandiet Rundt. En af Raboňs styrker var hans enkeltstart, hvor han vandt fem nationale mesterskaber, hvoraf de to var som U23-rytter.